# Olympische Sommerspiele 1992/Teilnehmer (Honduras)
| Gelbes Symbol für Goldmedaillen mit stilisierten Olympischen Ringen | Graues Symbol für Silbermedaillen mit stilisierten Olympischen Ringen | Braundes Symbol für Bronzemedaillen mit stilisierten Olympischen Ringen |
| ------------------------------------------------------------------- | --------------------------------------------------------------------- | ----------------------------------------------------------------------- |
| —                                                                   | —                                                                     | —                                                                       |

Honduras nahm an den Olympischen Sommerspielen 1992 in Barcelona, Spanien, mit einer Delegation von zehn Sportlern (sieben Männer und drei Frauen) teil.

## Teilnehmer nach Sportarten

### Fechten
- Elvia Reyes
Frauen, Florett, Einzel: 45. Platz

### Gewichtheben
- Osman Manzanares
Federgewicht: 29. Platz

### Leichtathletik
- Jaime Zelaya
100 Meter: Vorläufe
200 Meter: Vorläufe

- Polin Belisle
Marathon: DNF

- Luis Flores
Dreisprung: 42. Platz in der Qualifikation

- Jorge Flores
Zehnkampf: 28. Platz

### Schwimmen
- Plutarco Castellanos
50 Meter Freistil: 55. Platz
100 Meter Freistil: 57. Platz
200 Meter Freistil: 43. Platz
100 Meter Schmetterling: 57. Platz
200 Meter Lagen: 46. Platz

- Salvador Jiménez
100 Meter Rücken: 49. Platz
200 Meter Rücken: 41. Platz
100 Meter Schmetterling: 67. Platz

- Ana Fortin
Frauen, 50 Meter Freistil: 45. Platz
Frauen, 100 Meter Freistil: 46. Platz
Frauen, 100 Meter Rücken: 44. Platz
Frauen, 200 Meter Rücken: 43. Platz
Frauen, 100 Meter Schmetterling: 47. Platz
Frauen, 200 Meter Lagen: 39. Platz

- Claudia Fortin
Frauen, 200 Meter Freistil: 33. Platz
Frauen, 400 Meter Freistil: 31. Platz
Frauen, 800 Meter Freistil: 22. Platz
Frauen, 200 Meter Schmetterling: 31. Platz
Frauen, 200 Meter Lagen: 34. Platz
Frauen, 400 Meter Lagen: 31. Platz